# ハノーファー市庁舎

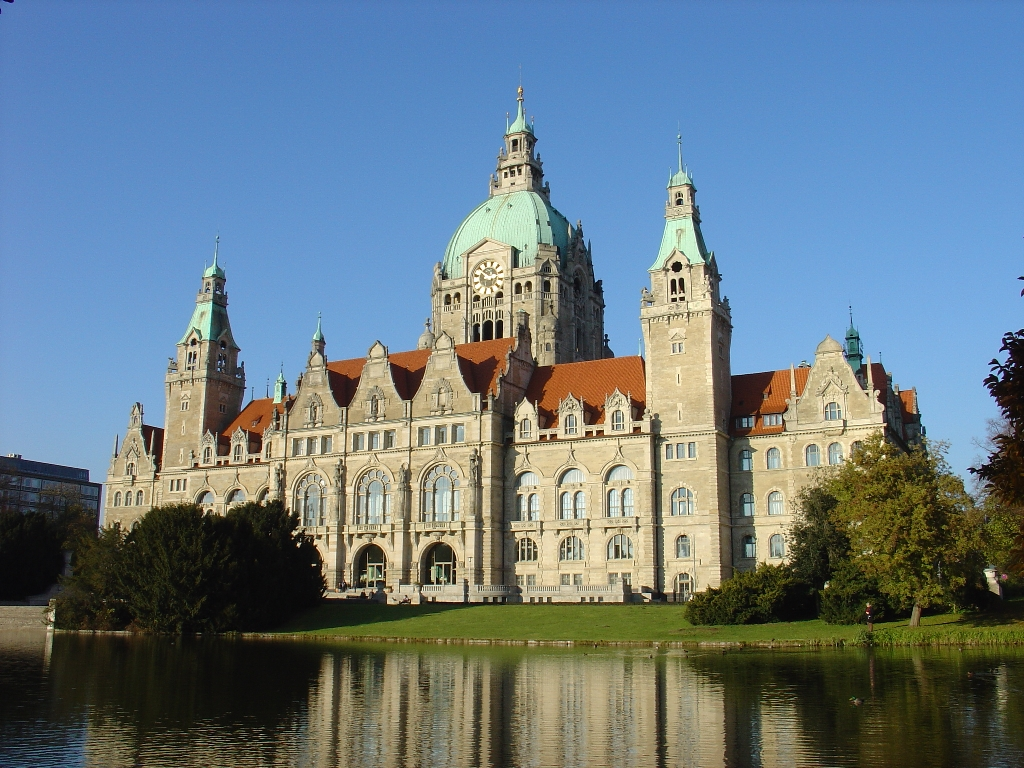
ハノーファー市庁舎

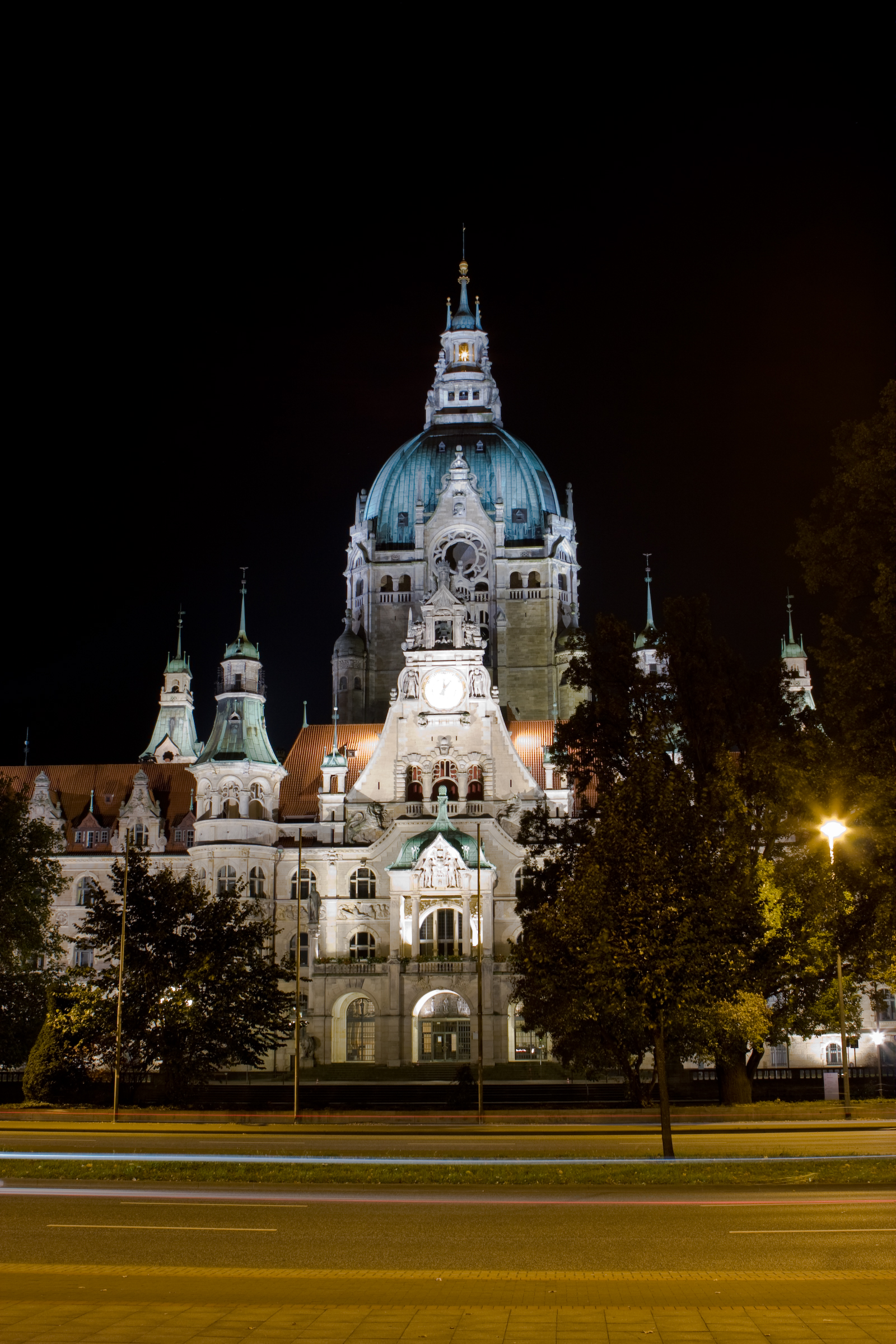
正面から望む夜景

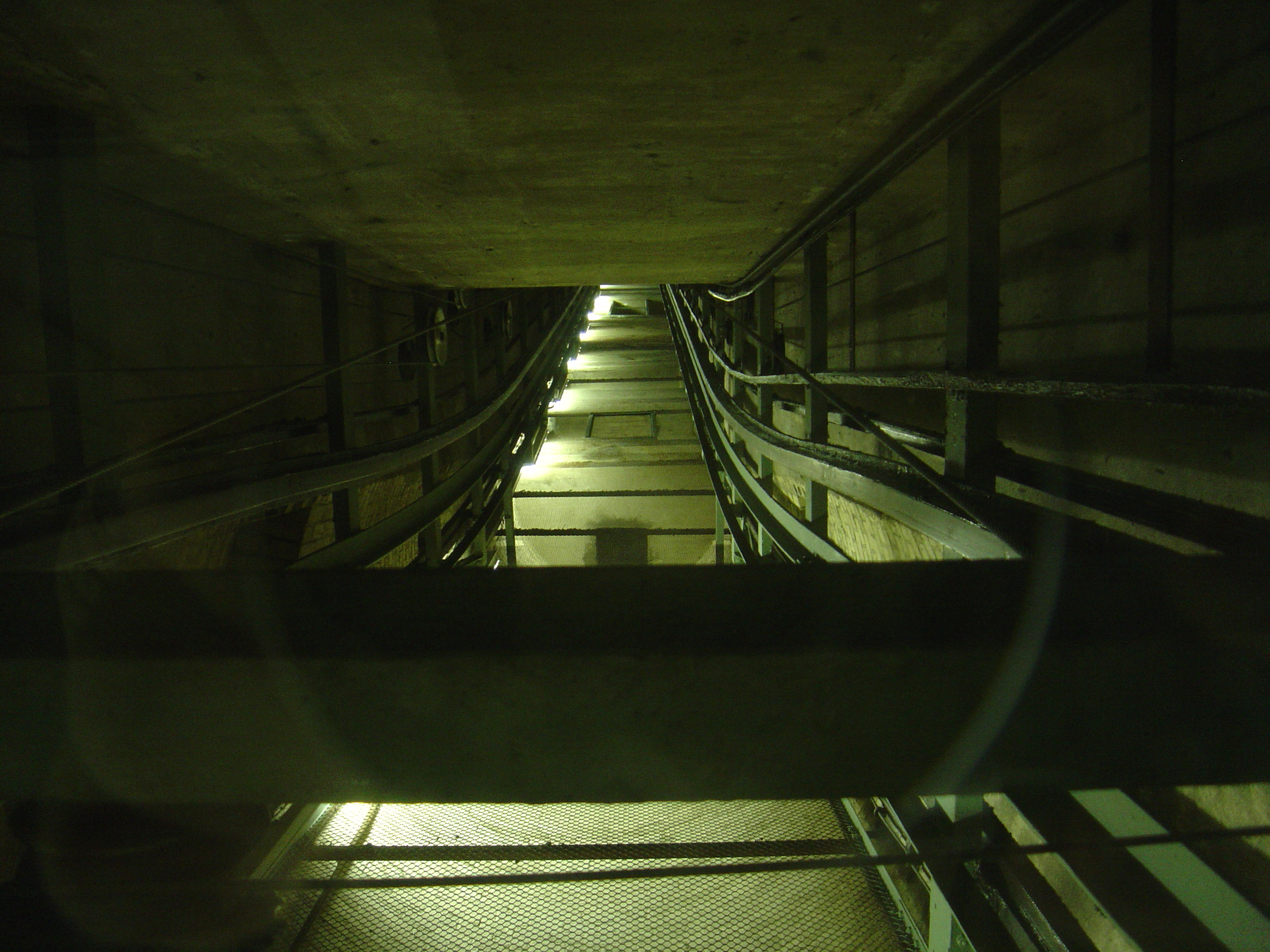
ドーム形状に合わせるように湾曲しているエレベータシャフト

ハノーファー市庁舎（ドイツ語: Neues Rathaus、英語: The New Town Hall）は、12年の工期を経て1913年6月20日に開庁したドイツニーダーザクセン州の州都ハノーファーの市役所である。ヴィルヘルム2世時代に建てられた城のような折衷様式の建物で、ハノーファー旧市街の南縁にあるマシュ・パークと呼ばれる10ヘクタールの公園に囲まれた中に建てられている。以前に使用されていた旧市庁舎に対して「新市庁舎」とも呼ばれている。

## 歴史
市庁舎は、ヘルマン・エッゲルトとグスタフ・ハルムフーバーの建築家によって6026本のブナの木の柱で支えられた基礎の上に築かれ、建設には1000万マルクが費やされた。皇帝ヴィルヘルム2世行幸の下に行われた開庁式典で、ハノーファー上級市主事（Oberstadtdirektor）のハインリッヒ・トラムは「陛下のため、ここに現金1000万マルクを捧げる」と宣言した。市庁舎正面の広場は、トラムの功績を記念して「トラムプラッツ」と名付けられている。市庁舎は、その時以来市役所としてワンゲンハイム宮殿にとって代えられた。
第二次世界大戦時、市庁舎はハノーファー市街地へのアメリカ軍による空爆によりかなりの被害を受けた。1946年には市庁舎の高さ38mのホールにおいて、ニーダーザクセン州の設立宣言が行われた。
市庁舎の天井のドームは、その展望台の位置で高さがほぼ100メートルに達する。そのドームに設置されたエレベータのドーム形状に沿ったアーチ型のシャフト構造は、ヨーロッパにおいて他に類がない。ときおり直線に傾斜したエレベータであると誤って語られ、傾斜の角度を変えることのない斜めに移動するエッフェル塔のエレベータと比較される。エレベータは、角度を変えながら最大17度まで斜めになったシャフト内を50mの高さのドームの上階フロアへ昇る。天候に恵まれているときはハルツ山地を見ることができる。最上階の降り口まで上がると水平方向に10mほど移動している計算になる。昇降には、3個のダブルローラーを使い、2つの釣合いおもりを支えるシャフトの内壁に沿って張られたケーブルを巻き上げる。
エレベータは1913年の建築当初から設置されていたが、最初のエレベータには蒸気で曲げられたオーク材がエレベータのかごを動かすためのガイドレールとして使用されていた。その頃は寒い時期の半年間は天候により使用できなかった。エレベータの最上階には螺旋階段があり、さらに上の展望台に通じている。2005年には9万人以上が市庁舎の展望台を訪れた。2007–08年の冬に新しいエレベータが換装されることとなり、2007年11月4日にシュテファン・ワイル市長が古いエレベータの最後の搭乗者となった。この週末には1200人の来場者が古いエレベータに乗る最後の機会を利用した。

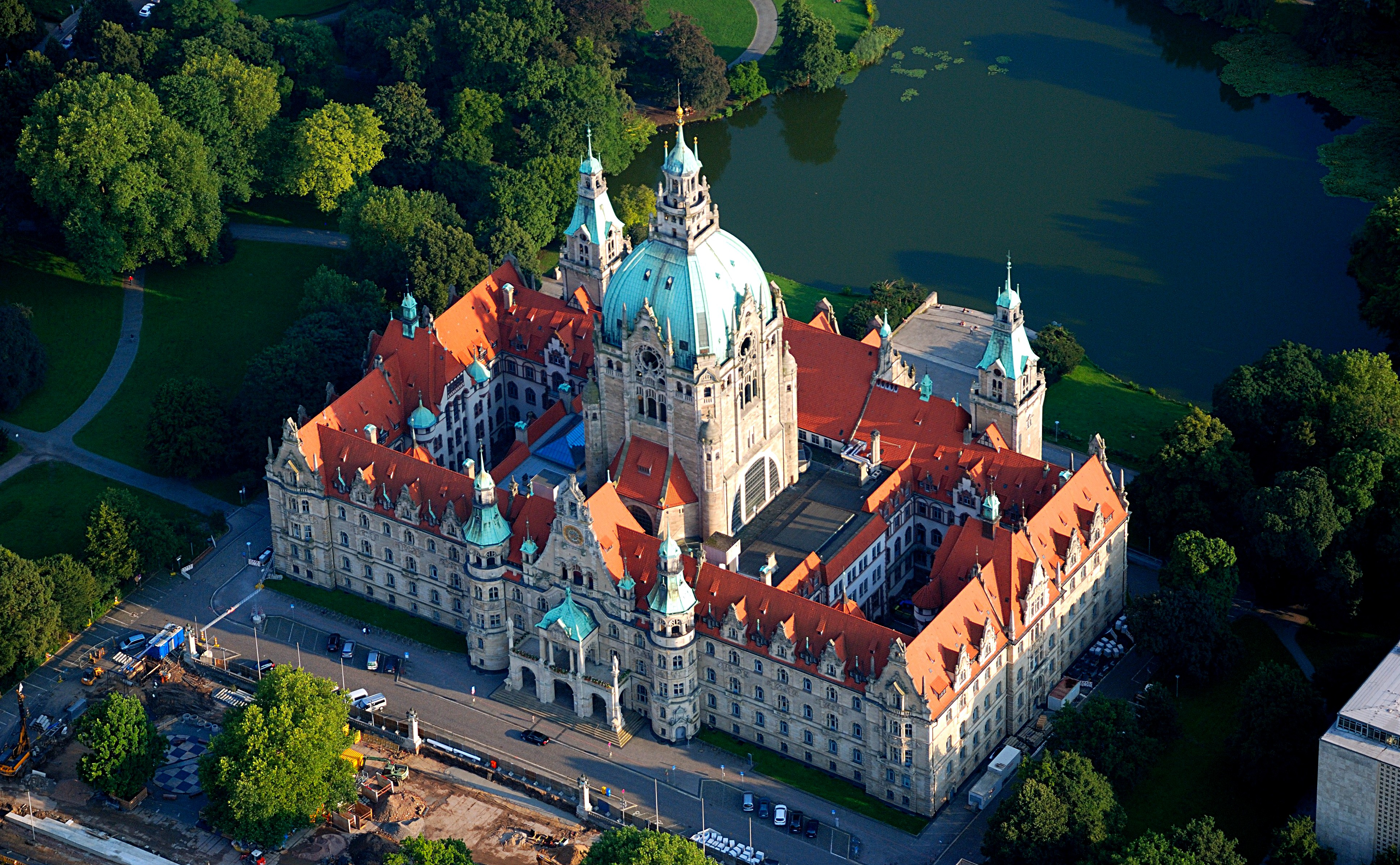
空撮

市庁舎の1階には、ハノーファーの発展を写し取った4つの時代の都市模型の展示がある
。